# Тмин обыкновенный
Тмин обыкнове́нный (лат. Cárum cárvi) — однолетнее и двулетнее растение, вид рода Тмин (Carum) семейства Зонтичные (Apiaceae).
Другие названия: кмин посевной, индийская зира.

## Распространение и производство
Родина — Причерноморские и Прикаспийские степи, Крым и Кавказ, откуда он случайно (с одеждой, на шерсти животных и т. д.) или с торговцами специями распространился на Балканский полуостров, в Средиземноморье, Малую Азию, Ближний Восток и Северную Африку.
Распространившиеся растения в разных местах за многие тысячелетия приобрели различия, так появились подвиды обыкновенного тмина.
Крупнейшие производители и экспортеры плодов и эфирного масла чёрного тмина — Голландия, Германия и Польша. В меньших объёмах, как правило, для собственного потребления, тмин производят страны Скандинавии и Прибалтики, Австрия, Великобритания, Франция (регион Эльзас), Венгрия, Чехия, Беларусь, Украина, Россия (Калининградская, Воронежская область).
Полевой тмин — дикий подвид обыкновенного тмина, ароматнее культурных сортов.
Горный тмин — кавказская разновидность (дзира, квиави, гицрули).
Белый тмин выращивается в небольших объёмах в Египте, Сирии, Турции. Продается он в основном в арабских странах Ближнего Востока. Небольшая часть из Марокко поставляется во Францию.

## Ботаническое описание

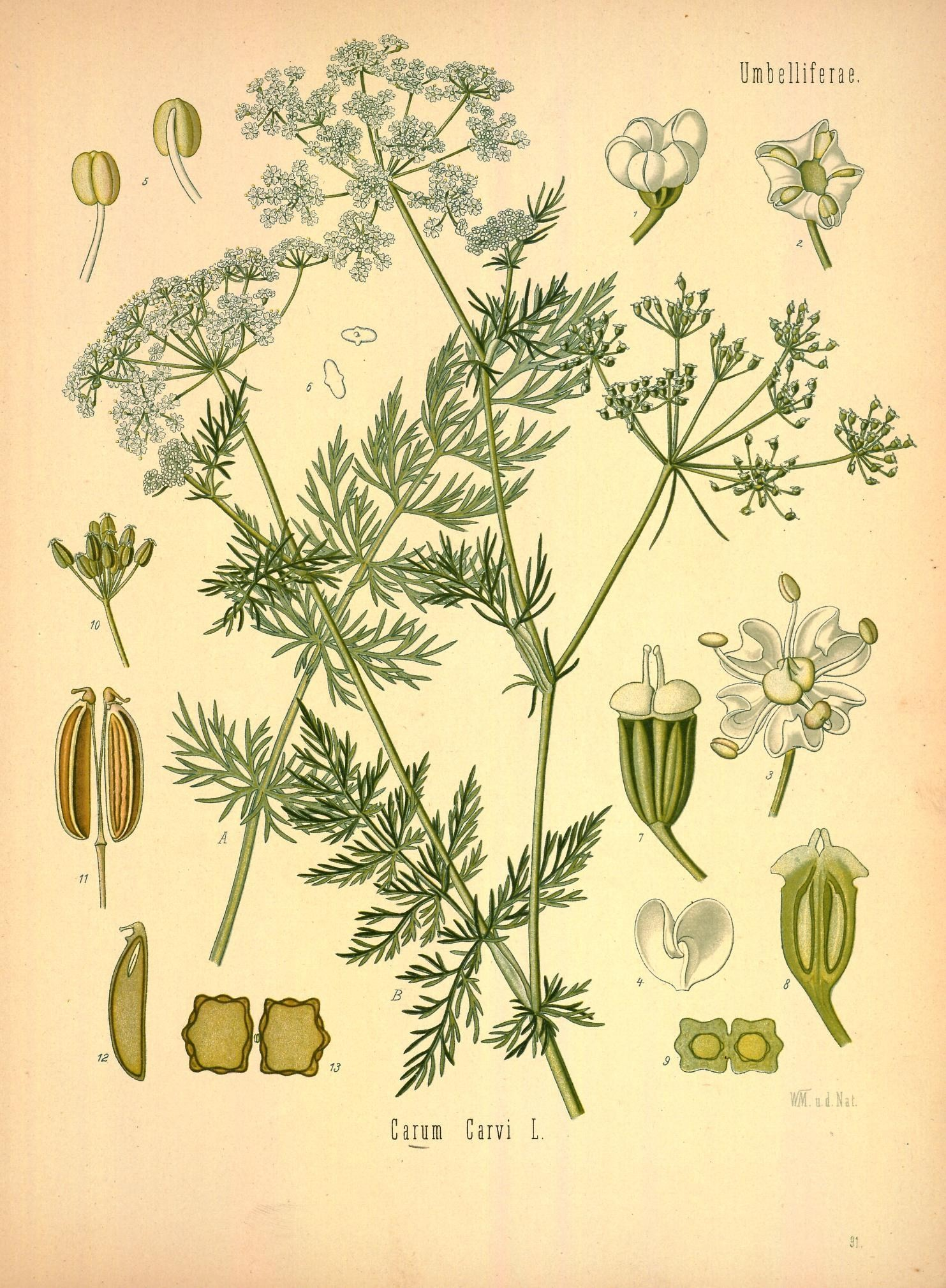
Тмин обыкновенный.

Стебли одиночные, прямые, гладкие, полые, в верхней части сильно ветвящиеся, высотой 30—80 см (до 1,5 м). Корень веретенообразный или цилиндрический, мясистый.
Листья продолговатые, дважды или трижды перисто-рассечённые, яйцевидно-ланцетовидные, 6—20 см длиной и 2—10 см шириной, с тонколинейными, острыми долями. Прикорневые листья на длинных черешках, верхние — на коротких, переходящих во влагалище.
Зонтиковидные соцветия на концах ветвей и верхушке стебля, с 8—16 неодинаковыми лучами, 4—8 см в диаметре. Цветки мелкие, белые, реже розовые; лепестки обратнояйцевидные, длиной около 1,5 мм.
Формула цветка: {\displaystyle \ast P_{5}\;A_{5}\;G_{({\overline {2}})}}
Плод — продолговатый сплюснутый вислоплодник, около 3 мм длиной и 2,5 мм шириной, коричневый, распадающийся на два серповидно изогнутых полуплодика (мерикарпия).
Тмин легко узнаётся по характерному запаху растёртых между пальцами плодов.

## Химический состав
Плоды содержат 3—7 % эфирного масла, 12—22 % жирного масла, а также флавоноиды кверцетин и кемпферол, кумарины, умбеллиферон, скополетин и др. Кроме того, в них обнаружены белковые (10—23 %) и дубильные вещества.
Состав эфирного масла и его содержание в значительной мере изменяются в зависимости от стадии вегетации. Основной составной частью эфирного масла является карвон — 50—60 %. Кроме того, в масле содержится D-лимонен (до 30 %), причем в эфирном масле из незрелых плодов значительно больше лимонена, чем в масле из зрелых плодов. В эфирном масле присутствует карвакрол, который обусловливает специфический запах тмина, а также линалоол, цимол, пинен и другие спирты и их эфиры. В траве также обнаружены флавоноиды кверцетин, кемпферол и изорамнетин. В корнях содержатся аскорбиновая кислота (0,09—0,35 %) и углеводы.

## Значение и применение
С цветков тмина обыкновенного медоносные пчёлы берут пыльцу-обножку и нектар. Продуктивность сахара в Томской области достигает 100кг/га, на юге РСФСР, УССР — 50—100 кг/га. Наиболее высок показатель в период начала и массового цветения. К концу цветения выделение нектара сокращается.
Хорошее кормовое растение благоприятно влияющее на организм животного. Примесь в сене увеличивает удои молока. В молодом возрасте на пастбище хорошо поедается крупным рогатым скотом, лошадьми, овцами. В свежем виде пригодно для скармливания кроликам. Отлично поедается алтайским маралом (Cervus elaphus sibiricus). В кормушках хорошо поедается пятнистым оленем (Cervus nippon). В небольшом количестве поедается рябчиком (Tetrastes bonasia). Плоды — хороший корм для голубей (Columba) и куропаток (Perdix). Запах растения может передаваться молоку.
Жмых оставшийся после извлечения из плодов масла содержит около 19 % протеина, 23 % жирного масла, 18 % БЭВ, 27 % клетчатки. Пригоден для скармливания скоту.

### Применение в кулинарии
В пищу употребляют плоды (мерикарпии) тмина и получаемое из них эфирное масло, а также листья и молодые побеги (салаты, приправа к супам, паштетам, сырам).
Самодостаточный и сложный запах тмина не сочетается с большинством других специй, за исключением родственных ему плодов аниса, фенхеля и кориандра.
Плоды и масло придают изделиям пряный острый вкус, своеобразный пряный аромат. Плоды (мерикарпии) используют как пряность для ароматизации хлебопекарных изделий, особенно чёрного хлеба, в кулинарии, кондитерском и ликёро-водочном производстве. В домашнем хозяйстве плоды используют при засолке огурцов, засолке и квашении капусты, приготовлении кваса, в качестве специй в супы, соусы и мясо (особенно баранину).
Черкесы готовят из плодов муку для хлебопечения.

### Применение в медицине
В качестве лекарственного сырья используют плод тмина обыкновенного (лат. Fructus Carvi).
Эфирное масло тмина широко применяют при получении и ароматизации лекарственных препаратов, парфюмерии и мыловарении. Эфирное масло тмина используют как антисептик и противоглистное средство.  Тмин может помочь при гингивите или заболеваниях пародонта (в качестве жидкости для полоскания рта).
Плоды тмина применяют в официальной медицине Болгарии, Румынии, Швейцарии, Австрии, Швеции, Финляндии, Норвегии, США. Тмин усиливает отделение жёлчи и деятельность пищеварительных желёз, депрессирует процессы гниения и брожения в кишечнике и тем самым способствует нормализации процесса пищеварения. Также, Тмин рекомендуют при метеоризме. Плоды входят в состав жёлчегонных сборов и используют при жёлчно- и мочекаменной болезнях, заболеваниях мочевыводящих путей. В комбинации с другими растительными средствами их применяют при гепатитах, как седативное средство, для лечения сердечно-сосудистых заболеваний и усиления лактации у кормящих женщин.
Тмин популярен в народной медицине различных стран. Плоды издавна использовали в различных лекарственных сборах (чаях): аппетитном, слабительном, ветрогонном, успокаивающем, желудочном (вяжущем); их давали кормящим матерям для усиления лактации. Настой плодов применяли при расстройствах кишечника, болезнях жёлчного пузыря, бронхите и воспалении лёгких, при спазмах пищеварительных органов, при головной боли.
В ветеринарии тмин дают скоту при коликах, метеоризме. Его рекомендуют подсевать к клеверу, предназначенному для скармливания зелёной массы скоту в свежем виде. Для птиц тмин является сильным ядом.

### Побочные эффекты
Тмин, как правило, безопасен для использования. Однако очищенное эфирное масло не следует использовать детям младше 2 лет, так как масло тмина и других трав семейства зонтичных может вызывать раздражение кожи и слизистых оболочек.

## Таксономия
Carum carvi L., 1753, Sp. Pl. 1: 263.
Вид Тмин обыкновенный относится к роду Тмин (Carum) семейства Зонтичные (Apiaceae) порядка Зонтикоцветные  (Apiales). Кладограмма в соответствии с Системой APG IV:
|  |                                      |  |                                   |                                   |                     |  | ещё 6 семейств | ещё 6 семейств |                   |  |  |  | еще 20 подтвержденных видов и 25 в статусе "неподтвержденных" |
|  |                                      |  |                                   |                                   |                     |  | ещё 6 семейств | ещё 6 семейств |                   |  |  |  | еще 20 подтвержденных видов и 25 в статусе "неподтвержденных" |
|  |                                      |  |                                   | порядок Зонтикоцветные            |                     |  |                |                | род Тмин          |  |  |  |                                                               |
|  |                                      |  |                                   | порядок Зонтикоцветные            |                     |  |                |                | род Тмин          |  |  |  |                                                               |
|  | отдел Цветковые, или Покрытосеменные |  |                                   |                                   | семейство Зонтичные |  |                |                | Тмин обыкновенный |  |  |  |                                                               |
|  | отдел Цветковые, или Покрытосеменные |  |                                   |                                   | семейство Зонтичные |  |                |                |                   |  |  |  |                                                               |
|  |                                      |  | ещё 63 порядка цветковых растений | ещё 63 порядка цветковых растений |                     |  |                | ещё 447 родов  | ещё 447 родов     |  |  |  |                                                               |
|  |                                      |  |                                   | ещё 63 порядка цветковых растений |                     |  |                |                | ещё 447 родов     |  |  |  |                                                               |

### Синонимы
- Apium carvi  (L.) Crantz
- Bunium carvi  M.Bieb.
- Carum aromaticum  Salisb.
- Carum carvi f. gracile  (Lindl.) H.Wolff
- Carum carvi f. rhodochranthum  A.H.Moore
- Carum carvi f. rubriflorum  H.Wolff
- Carum carvi subsp. rosellum  (Woronow) Vorosch.
- Carum decussatum  Gilib.
- Carum gracile  Lindl.
- Carum officinale  Gray
- Carum rosellum  Woronow
- Carum velenovskyi  Rohlena
- Carvi careum  Bubani
- Falcaria carvifolia  C.A.Mey.
- Foeniculum carvi  Link
- Karos carvi  Nieuwl. & Lunell
- Ligusticum carvi  (L.) Roth
- Pimpinella carvi  Jess.
- Selinum carvi  E.H.L.Krause
- Seseli carum  Scop.
- Seseli carvi  Spreng.
- Sium carvi  Bernh.